# Trabekulektomia
Trabekulektomia – jest to okulistyczny zabieg operacyjny polegający na udrożnieniu kąta przesączania poprzez wytworzenie przetoki przez którą ciecz wodnista może wydostawać się z komory przedniej oka. Celem zabiegu jest obniżenie ciśnienia śródgałkowego i stosowany jest w leczeniu jaskry.